# Takoradi
Takoradi is een plaats in Ghana (regio Western). De plaats telt 175 438 inwoners (census 2000). Het ligt ongeveer 225 kilometer ten westen van Accra en zo’n 300 kilometer ten oosten van Abidjan in Ivoorkust.

## Haven van Takoradi
Bij de stad ligt een zeehaven. Met de aanleg werd in 1923 begonnen en in 1928 werd de haven voor de scheepvaart geopend. Er waren twee aanlegplaatsen en per jaar kon 1 miljoen ton lading worden verwerkt. Vanaf 1951 werd gewerkt aan een uitbreiding met drie extra aanlegplaatsen. In 1956 was het werk voltooid en de capaciteit verdubbelde ruimschoots. Er volgden meer verbeteringen en in 2012 verwerkte de haven ruim 5 miljoen ton lading, ongeveer een derde van alle zeelading voor Ghana. Er zijn goede achterlandverbindingen met het noorden van Ghana en naar Burkina Faso, Niger en Mali die zelf geen zeehavens hebben. Schepen met een maximale diepgang van 10 meter en niet langer dan 225 meter kunnen gebruikmaken van de haven. Vooral landbouwproducten, zoals cacao, en grondstoffen, mangaan en bauxiet, worden via de haven uitgevoerd. De haven is gepasseerd door de haven van Tema, maar maakt de laatste jaren weer een opleving door als gevolg van de oliewinning voor de Ghanese kust.
Vanwege de congestie werden eind 2012 contracten getekend voor de uitbreiding van de haven. Door nieuwe olievelden voor de kust wordt een uitbreiding van het scheepvaartverkeer verwacht. In december 2013 begonnen de werkzaamheden waar de Belgische Jan de Nul Group een belangrijk aandeel in heeft. De golfbrekers worden verlengd, de vaarweg tussen de haven en de open zee verdiept tot 16 meter en de kade wordt met 300 meter verlengd zodat er meer ruimte is voor de schepen die de haven aandoen. Het project wordt in twee fasen uitgevoerd en behelst een investering van $344 miljoen. De oplevering wordt verwacht in 2016.
In de onderstaande tabel staat een overzicht van de activiteiten in de haven van Takoradi sinds 2003.
| Jaar | Aantal schepen | Lading (x 1000 ton) |
| ---- | -------------- | ------------------- |
| 2003 | 494            | 3.830               |
| 2004 | 544            | 4.180               |
| 2005 | 699            | 4.640               |
| 2006 | 610            | 4.720               |
| 2007 | 594            | 4.050               |
| 2008 | 615            | 4.020               |
| 2009 | 956            | 3.370               |
| 2010 | 1.277          | 4.010               |
| 2011 | 1.798          | 4.940               |
| 2012 | 1.664          | 5.310               |
| 2013 | 1.364          | 5.450               |